# آداپرولول
آداپرولول یک مسدودکننده بتا (بتا بلاکر) است.